# 트랜지스터 (음악 그룹)
트랜지스터(transistor)는 얼터너티브 록, 팝을 주요 장르로 하는 그리스의 영어 밴드로, 2004년 3월 아테네에서 결성되었으며, 2008년 6월 데뷔 음반을 발표하였다.

## 음반
- 2008년: Things You Miss When You Blink